# Kanton Arles-Ouest
Kanton Arles-Ouest is een voormalig kanton van het Franse departement Bouches-du-Rhône. Het kanton maakte deel uit van het arrondissement Arles. Het werd opgeheven bij decreet van 27 februari 2014, met uitwerking op 22 maart 2015.

## Gemeenten
Het kanton Arles-Ouest omvatte enkel een deel van de gemeente Arles, meer bepaald de wijken:
- Het westelijk gedeelte van het historisch centrum
- Barriol
- Fourchon
- Trinquetaille
- Gimeaux
- Saliers
- Le Sambuc
- Albaron
- Gageron
- Villeneuve
- Le Paty-de-la-Trinité
- Salin-de-Giraud
- Beauduc